# Toni Kater
Toni Kater (née Anett Ecklebe en 1977 à Blankenburg (Harz)) est une musicienne et chanteuse allemande.

## Biographie
Toni Kater est le nom d'artiste d'Anett Ecklebe. Elle est née à Blankenburg en 1977. Actuellement, elle vit et travaille à Berlin. En marge de sa carrière, elle a étudié la musicologie et l'allemand à l'Université technique de Berlin. Elle a terminé ses études en novembre 2006 avec le titre de Master, obtenu sous la direction d'Helga de la Motte-Haber (de).
En 2004, elle sort son premier album Gegen die Zeit, sous le label It-sounds, suivi en 2005 de l'album Futter,,. Lors de l'édition 2006 du concours télévisé Bundesvision Song Contest, organisé à Wetzlar et diffusé par la chaîne de télévision ProSieben, Toni Kater représente le Land de Sachsen-Anhalt avec la chanson Liebe ist. En 2012, elle fonde le label Toni Kater Records, sous lequel elle sort son troisième album studio Sie fiel vom Himmel,,, puis en 2013 l'album instrumental Airborne. En 2015, l'album Eigentum,,, est publié sous le label Pop-out Musik. À noter que sur Sie fiel vom Himmel, le titre América est en français. La vidéo officielle de Venedig, titre extrait du même album, réalisée par Bobby Good, est tournée à Paris. Par ailleurs, Toni Kater est l'une des quelques artistes à avoir été choisie par giged.net, le projet berlinois de captations-vidéos d'artistes pour leur blogothèque. L'enregistrement a eu lieu le 4 juin 2011 dans un studio de photographe transformé pour l'occasion en lieu de tournage. Le projet Visit my tent, lancé en 2017, a lui pour objectif de montrer des artistes de Berlin dans leur environnement de travail. Toni Kater est, là aussi, l'une des artistes retenues.
En collaboration avec le producteur Ralf Goldkind (de), elle enregistre entre 2016 et 2017 l'album Gingua, sur lequel il est également possible d'entendre Kristof Hahn, Rudolf Moser et Rudi Nielson. Cet album cherche avant tout à créer des ambiances. Deux titres de Gingua, Le commissaire et Je le fais, sont en français. En 2020 paraît son cinquième album studio Die schönen Dinge sind gefährlich,,[réf. à confirmer], caractérisé par un accompagnement instrumental essentiellement acoustique[réf. souhaitée], et qui est, tout comme Gingua, publié sous le label Toni Kater Records.
Sur l'album Amazing Moments (groupe Joalz), sorti en avril 2020, figure le titre Revamp. Enregistrée à Berlin, il s'agit d'une chanson co-écrite et interprétée par Toni Kater. Début 2020, et pendant les premières restrictions liées à la pandémie du Covid 19, Toni Kater amorce une collaboration avec le musicien indien Ashutosh Sohoni[source secondaire souhaitée]. Un single est publié en février 2022, dont Shubhendu Lalik est le réalisateur, et qui met l'accent sur l'univers quotidien des deux musiciens[source secondaire souhaitée]. Le texte de la chanson est en marathi et en allemand, leurs langues maternelles respectives[réf. souhaitée]. En mars 2022 sort également un single des reprises[source secondaire souhaitée] de Suzanne (Leonard Cohenet de Shut the door (album La fillette triste de Poems For Laila, 1991) : Toni Kater chante dans ces reprises en duo avec Nikolai Tomás, de Poems For Laila[source secondaire souhaitée].
Toni Kater a par ailleurs composé la musique de films publicitaires[source secondaire souhaitée] (2002 : Cabinett ; 2005 : Schiesser ; 2009 : 60 Jahre VW) et elle compose également pour le cinéma et le théâtre (2000 : Küss mich, Frosch ; 2011 : Fairy Kings: if trees could talk ; 2013 : Schwestern ; 2014 : Die Wahrheit kommt ; 2014 : Tame the resisting rest in me, 2015 : Viertelmonat, 2017 : Der lange Sommer der Theorie).
Elle a publié quatre recueils de fables, dont trois chez l'éditeur Mückenschwein Verlag : Graf Rudi (2011), Der Igel und die Fledermaus (2013) et Der Tintenfisch (2017). L'humour, et une légèreté poétique, sont des traits dominants de ces textes. La 21ème édition de la ShoxxxBoxxx, retransmise en direct sur Internet le 6 décembre 2022, est l'occasion d'une petite animation à partir de Der Igel und die Fledermaus, et d'une lecture de Der Tintenfisch. Lors de cette émission sont également interprétés, pour la première fois en public, trois titres issus de l'album Gingua.
En tant que musicienne, elle a été invitée au festival du film muet Moving Silence, ce qui l'a amenée à Athènes, New Delhi et Nicosie. Le but du réseau berlinois Moving Silence est de garder vivante la poésie du film muet à l'époque contemporaine.

## Discographie
Albums
- 2004 : Gegen die Zeit
- 2005 : Futter
- 2012 : Sie fiel vom Himmel
- 2013 : Airborne
- 2015 : Eigentum
- 2019 : Gingua
- 2020 : Die schönen Dinge sind gefährlich
- 2024: Jemals

Singles
- 2004 : Wo bist du?
- 2004 : Es muss nur weit sein
- 2004 : Stern (promo)
- 2005 : Tiger deiner Berge
- 2006 : Liebe ist
- 2008 : Fuchslied (Ich fahre und fahre...) (téléchargement)
- 2020 : Dieser Augenblick
- 2020 : Parallel
- 2022 : Vaahu De (Ashutosh Sohoni et Toni Kater)
- 2022: Suzanne et Shut the door (Poems For Laila - Nikolai Tomás et Toni Kater)
- 2024: Blaues Haus
- 2024: Man weiß nie

### Autres publications
- 2011 : Chants de Noël (a cappella, téléchargement)
- 2020: Revamp, sur l'album Amazing moments (Joalz) - Anett Ecklebe, Leonidas Segkas et Dimitris Zografos